# مطار داتونغ يونغانغ
مطار داتونغ يونغانغ (بالإنجليزية: Datong Yungang Airport)‏ و(بالصينية: 大同云冈机场) (إياتا: DAT، إيكاو: ZBDT) مطار عام يقع بمدينة Beijiazao في الصين. يبلغ طول المدرج 2400 م ويرتفع عن سطح البحر 1054 م.

## شركات الطيران والوجهات
| شركـات طيـران         | الوجهات |
| --------------------- | --- |
| خطوط شرق الصين الجوية | مطار قوانغتشو باييون الدولي، مطار لانتشو تشونغ تشوان، مطار نانجينغ الدولي، مطار شانغهاي بودنغ الدولي، مطار ووهان الدولي، مطار شينينغ الدولي، مطار ينتشوان خه دونغ |
| Chongqing Airlines    | مطار تشونغتشينغ جيانغبى الدولي، مطار داليان الدولي |
| Kunming Airlines      | مطار تشانغشا هوانغوا الدولي، مطار تاييوان وسو الدولي |
| Ruili Airlines        | مطار جينغديو الجديد، مطار هاربين الدولي |
| خطوط شاندونغ الجوية   | مطار جينان الدولي، مطار شيامن قاوتشي الدولي |
| خطوط شانغهاي الجوية   | مطار تشانغتشون الدولي، مطار ونزهو يونجقيانج الدولي |
| خطوط شينزين الجوية    | مطار شنيانغ الدولي، مطار شينزين باوان الدولي، مطار شيان شيانيانغ الدولي، مطار تشنغتشو الدولي                                                                      |
| خطوط تيانجين الجوية   | مطار قوييانغ لونغدونغابو الدولي، مطار هايكو ميلان الدولي، مطار تيانجين الدولي                                                                                     |

## وصلات خارجية
- http://www.flightstats.com/go/Airport/airportDetails.do?airportCode=DAT